# Giuseppe Vernazza
Giuseppe Vernazza, barone di Freney (Alba, 10 gennaio 1745 – Torino, 13 maggio 1822), è stato uno storico, epigrafista e politico italiano.

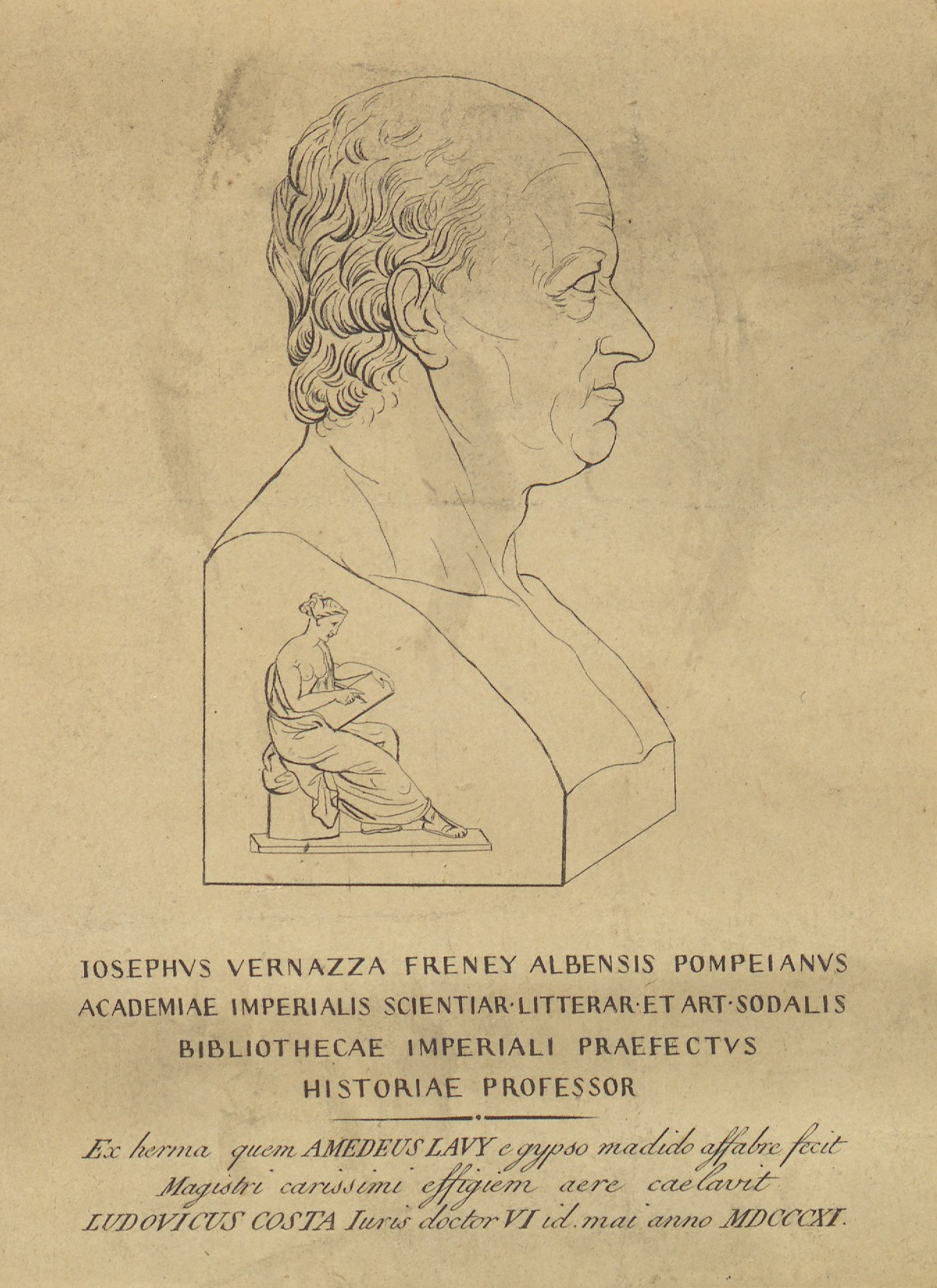
Ritratto di Giuseppe Vernazza, busto, 1811

Erudito, latinista ed epigrafista, è stato bibliotecario e docente di paleografia presso l'Università di Torino, membro dell'Accademia delle scienze di Torino e studioso di storia del Piemonte. Ha rivestito la carica di Segretario di Stato per il Ministero dell'Interno.

## Biografia
Giuseppe Vernazza nacque ad Alba il 10 gennaio 1745, figlio del medico Antonio Francesco e di Cristina Aglietti.
Frequentò i corsi di Retorica e Filosofia presso il Real Collegio di Alba, completando l'intero corso di studi in soli due anni, e in seguito si iscrisse all'Università di Torino frequentando i corsi di diritto civile e di diritto canonico. Nel 1765 conseguì la laurea in Giurisprudenza. La sua passione per la storia e le lingue antiche lo spinsero a leggere e studiare testi in latino e greco e ad approfondire la sua cultura letteraria.
Ebbe un primo incarico politico presso la Segreteria di Guerra nel periodo in cui il conte Giovanni Battista Bogino fu ministro di stato (1750 - 1773) sotto Carlo Emanuele III. Nel 1780, pochi anni dopo la morte Carlo Emanuele III avvenuta nel 1773, il successore Vittorio Amedeo III, lo nominò Segretario di Stato per il Ministero dell'interno.
Fu avviato agli studi storici e alla ricerca in archivio da Melchiorre Rangone di Montelupo, suo concittadino, esperto di numismatica, di araldica e di genealogia e assiduo frequentatore di archivi.  Nel corso della sua vita, Vernazza si occupò del riordino e della conservazione di archivi e di storia locale, e intrattenne scambi epistolari con studiosi, sacerdoti, epigrafisti, storici e con chiunque potesse fornirgli informazioni utili per le sue ricerche, anche fuori dai confini del Piemonte.
Nel 1780 sposò Giacinta Virginia Fauzone di Montelupo, nata a Mondovì nel 1762, che gli era stata presentata dal maestro Melchiorre Rangone.
In seguito al matrimonio si trasferì definitivamente a Torino, dove fece convivere gli incarichi a corte con la ricerca storica, principalmente rivolta alla storia della città di Alba, la composizione di poesie encomiastiche di stampo arcadico, e la passione per la storia dell'arte tipografica.
Durante il periodo francese, la sua fedeltà al sovrano e i suoi incarichi a corte gli costarono l'allontanamento dalla vita pubblica; dal 1806 venne costretto agli arresti domiciliari, fino alla Restaurazione (1815), quando fu riabilitato e ritornò ai suoi incarichi. Rivestì l'incarico di paleografo all'Università di Torino  e partecipò all'istituzione della Scuola di Archivistica paleografia e diplomatica di Torino.
A lui si attribuiscono i primi studi sul pittore Macrino d'Alba, sul giurista Pierino Belli e la riflessione su alcuni ritrovamenti eccellenti di Alba Pompeia. Vernazza si distinse per l'indagine documentaria ed archivistica in ricerche rimaste per la maggior parte manoscritte e conservate col suo consistente carteggio presso l'Accademia delle Scienze di Torino.
Il conte Alessandro Baudi di Vesme (1854-1923), già direttore della Galleria Sabauda di Torino e celeberrimo studioso della storia e dell'arte in Piemonte, riconobbe il suo debito nei confronti della ricerca archivistica del Vernazza. In una lettera del 1777, indirizzata allo storico Girolamo Tiraboschi, così si espresse Vernazza "dico il vero, che mi diletto assaissimo nella considerazione della storia patria, e che il frequente piacere di trovar cose nuove, o poco sapute dalla comune de' nostri, è un larghissimo premio della pazienza necessaria a cercarle".
Morì a Torino il 13 maggio 1822.

## Opere
- Vita di San Teobaldo, 1786.
- Vita dell'abate Denina scritta dal barone Vernazza, dopo il 1790.
- Germani et Marcellae ara sepulcralis commentario illustrata, 1787.
- Romanorum litterata monumenta Albae Pompeiae civitatem et agrum illustrantia recensuit, Augustae Taurinorum, Typis regiis, 1787.
- Reparazione della Chiesa Cattedrale di Alba, 1789.
- Osservazioni tipografiche sopra libri impressi in Piemonte nel secolo 15., Bassano, Tipografia Remondiniana, 1807.
- Della tipografia in Alba nel secolo XV, 1815.
- Dizionario dei tipografi e dei principali correttori e intagliatori che operarono negli Stati sardi di Terraferma e più specialmente in Piemonte sino all'anno 1821, pubblicato postumo a cura di Gazzera, 1859. (Ristampato dalla Bottega d'Erasmo nel 1964).